# Lagenipora echinacea
Lagenipora echinacea är en mossdjursart som beskrevs av Ernst Marcus 1922. Lagenipora echinacea ingår i släktet Lagenipora och familjen Celleporidae. Inga underarter finns listade i Catalogue of Life.